# Kahnsdorf

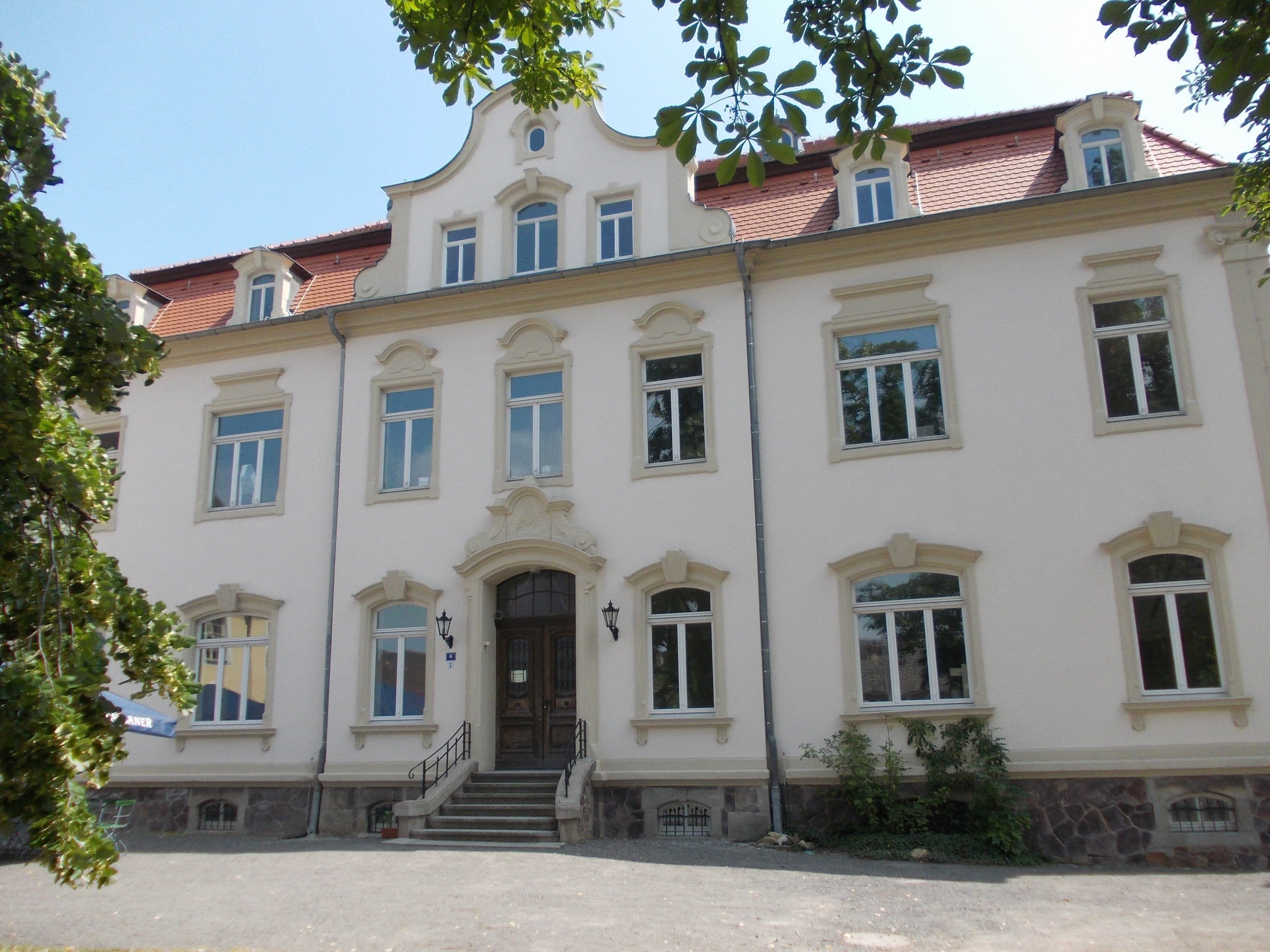
Herrenhaus des Rittergutes

Kahnsdorf ist ein Ortsteil der sächsischen Gemeinde Neukieritzsch im Landkreis Leipzig. Diese liegt im Süden der Leipziger Tieflandsbucht am Rande des Leipziger Neuseenlandes. Zu Kahnsdorf gehören die Gemeindeteile Pürsten und Zöpen, sowie die Flur des durch den Tagebau Witznitz devastierten Orts Hain.

## Geographische Lage
Kahnsdorf liegt südlich von Leipzig. Aufgrund des Braunkohlebergbaus im Tagebau Witznitz II wurden in der zweiten Hälfte des 20. Jahrhunderts die Ortsverbindungen nach Westen, Norden und Osten gekappt, wodurch Kahnsdorf eine halbinselartige Lage im Tagebau erhielt. Nach der Renaturierung des Tagebaugebiets und Flutung der Restlöcher befinden sich nunmehr um Kahnsdorf der Kahnsdorfer, der Hainer sowie der Haubitzer See, und eine neue Straßenverbindung nach Rötha entstand.

## Geschichte
Die deutsche Siedlung Kahnsdorf entstand vermutlich im 12. bis 13. Jahrhundert. Das Dorf lag zwischen den beiden älteren von Sorben gegründeten Siedlungen Zöpen und Pürsten. Für diese Ortschaften gibt es keine genaue Datierung ihrer Gründung. Scherbenfunde im Dorfgebiet lassen Schlüsse auf eine erste Besiedlung des Gebietes im Übergang von der Mittelsteinzeit zur Jungsteinzeit (5500–3500 v. Chr.) zu.

### Mittelalter
Es ist anzunehmen, dass es Ende des 6. Jahrhunderts / Mitte des 7. Jahrhunderts zur festen Besiedlung Pürstens (Porsten) kam. Der Ort Zöpen (Czopen) kam unwesentlich später dazu. Eine urkundliche Erwähnung der sorbischen Siedlung aus dieser Zeit ist nicht vorhanden.
Für Zöpen fehlen, bis zur urkundlichen Ersterwähnung 1410 durch die Markgrafen Friedrich I. und Wilhelm II. zu Meißen, alle schriftlichen Nachrichten aus der älteren Zeit.
Pürsten wurde 1216 erstmals erwähnt, per Urkunde jedoch erst 1378 im Register des Klosters zu Pegau.
Der Ort Condorf (Kahnsdorf) wurde vermutlich erst im 12. bis 13. Jahrhundert deutsch besiedelt. Die urkundliche Ersterwähnung Kahnsdorfs geht auf das Herrengeschlecht Heinemann de Kahnsdorf im Lehnbuch Friedrich des Strengen von 1350 zurück. Damit hat die jüngste der drei Siedlungen die älteste Ersterwähnung.
Seit 1378 gehörte Porsten (alter Name Pürstens) zum Amt (castrum) Borna. Im Jahr 1466 wurde dem Nickel Pflugk zu Knauthain die Lehensanwartschaft auf Porsten durch Bischof Heinrich II. von Naumburg erteilt. Bis dato lag das Gut Porsten in den Händen des Hans zu Horberg. 1473 wurde die Kirche in Zöpen dem Heiligen Laurentius geweiht. Infolge der Leipziger Teilung von 1485, als die wettinisch-sächsischen Territorien zwischen den Brüdern Albert und Ernst geteilt wurden, ging diese territoriale Teilung auch durch die drei Dörfer. Kahnsdorf und Pürsten kamen zum albertinischen Herzogtum, Zöpen zum ernestinischen Kurfürstentum. Der Besitz der Rittergüter wechselte im Lauf der Zeit die Herrschaften. 1491 besaß Herold von Weissenbach des Rittergut Zöpen.

### Frühe Neuzeit

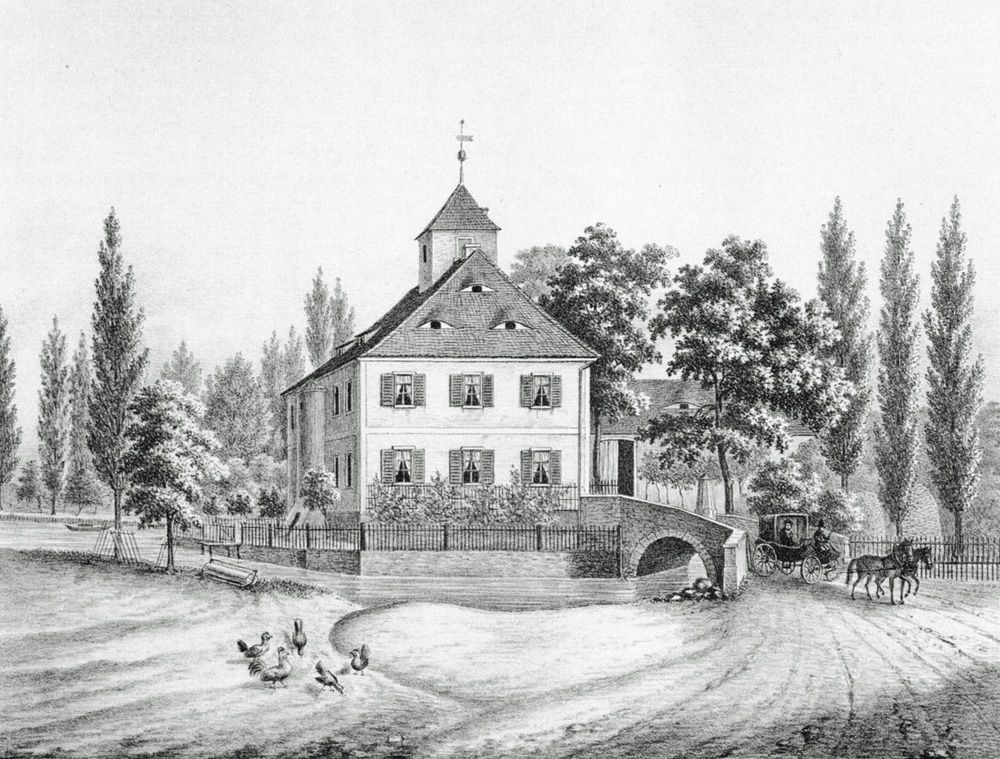
Das alte Gutshaus Kahnsdorf 1850
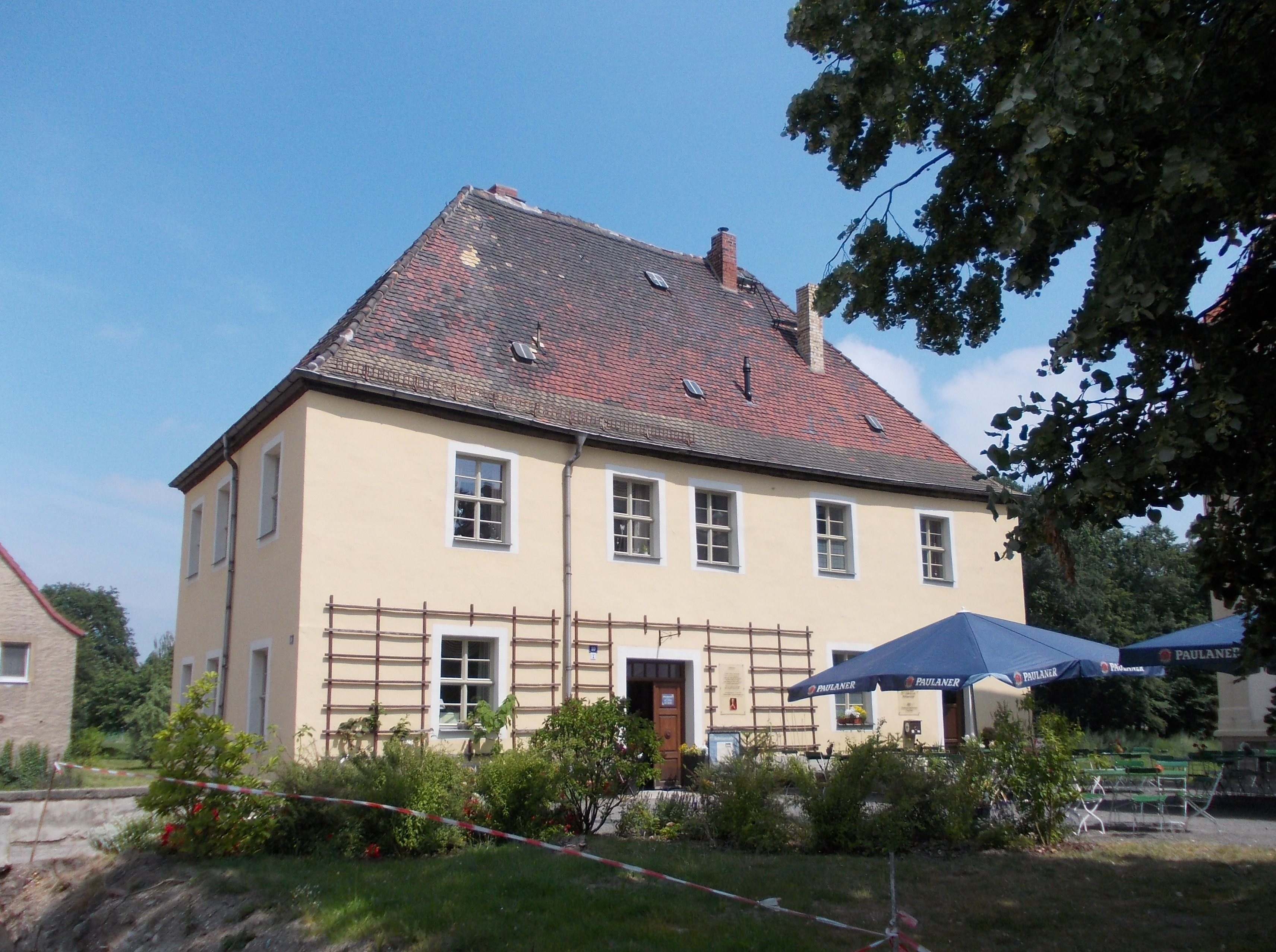
…und 2013
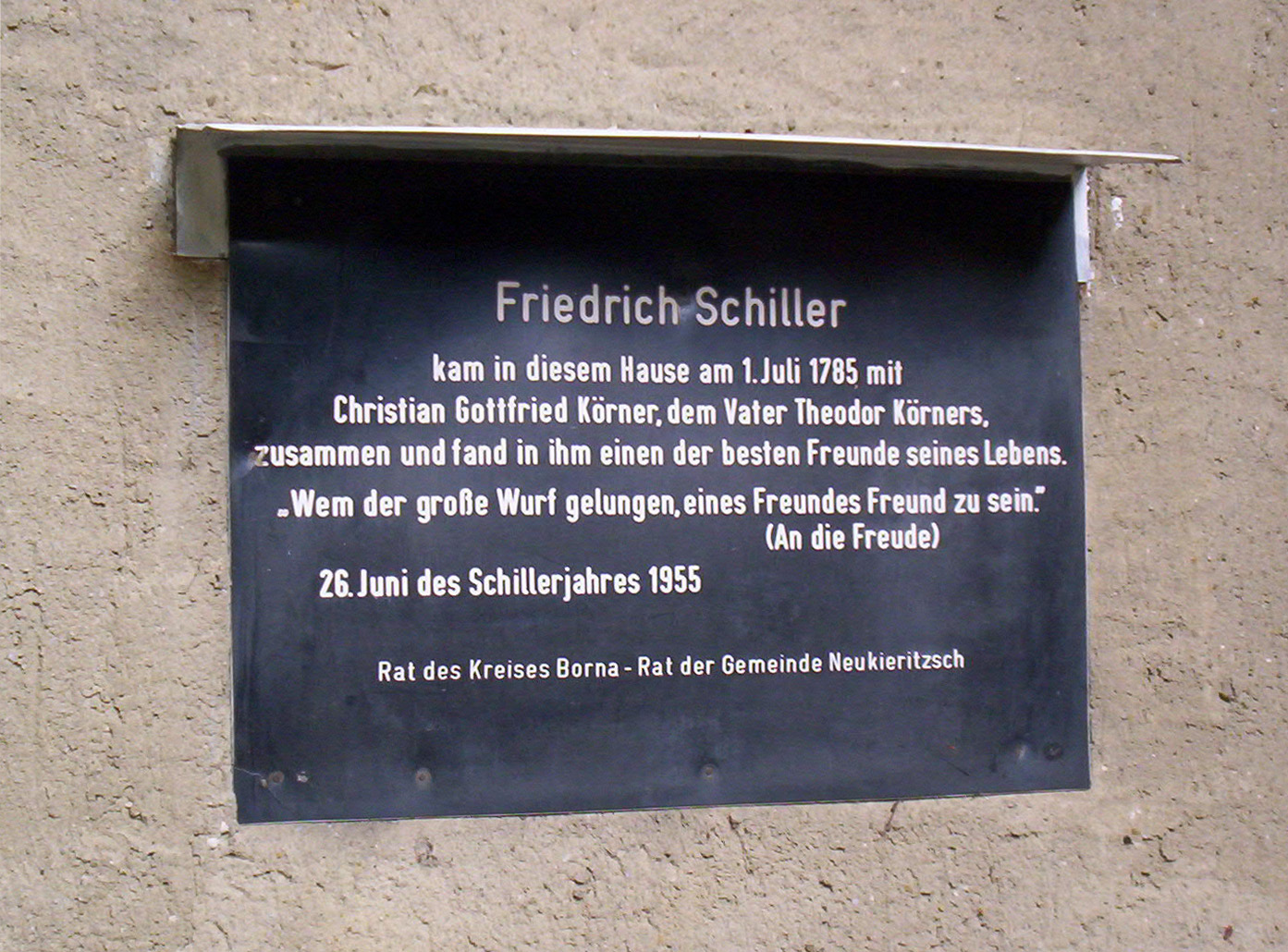
… mit Schiller-Gedenktafel

1574 wurde die Gerichtsbarkeit über Pürsten zwischen Wolf von Breitenbach und dem Kahnsdorfer Rittergutsbesitzer Joachim von Ponickau aufgeteilt. Für 1617 werden als Gerichtsherren jeweils Jobst von Helldorf und Friedrich von Etzdorff (Kahnsdorfer Gutsherr) genannt.
1767 wurde das Rittergut Kahnsdorf an die Leipziger Gelehrtenfamilie Ernesti verkauft. Diesem Umstand verdankt Kahnsdorf einen kurzen, aber für die Kultur- und Literaturwissenschaft umso wichtigeren Auftritt auf der literarischen Weltbühne. Am 1. Juli 1785 lud der Kahnsdorfer Rittergutsbesitzer Johann Christian Ernesti, an der Leipziger Universität Professor für Theologie, Christian Gottfried Körner und Friedrich Schiller nach Kahnsdorf ein. Schiller und Körner (der Vater Theodor Körners) verband seit diesem Treffen eine innige Freundschaft, welche den Dichter Schiller auch zu seinem Gedicht An die Freude bewegt haben soll. Noch heute erinnert eine Gedenktafel am alten Kahnsdorfer Rittergut an dieses Treffen. Bei einem Brand 1800 wurden in Zöpen das Pfarrhaus, das Pfarrarchiv und 10 Hintersässerhäuser vernichtet.
Die Napoleonischen Kriege zogen an dem Ort nicht spurlos vorüber. 1806, nach der Schlacht bei Jena und Auerstedt, plünderten fliehende preußische Reiter mehrere Güter des Dorfes. Am 17. Juni 1813 wurde Theodor Körner, Leutnant und Adjutant im Lützow’schen Freikorps bei einem Gefecht mit den Franzosen bei Kitzen schwer verletzt. Über Leipzig wurde er schließlich nach Kahnsdorf auf das Rittergut geschafft, dort erholte er sich sechs Wochen lang und reiste dann weiter nach Böhmen. Dies geschah unter strengster Geheimhaltung, war doch Sachsen von napoleonischen Truppen besetzt und der sächsische König einer der willfährigsten Verbündeten des französischen Kaisers.

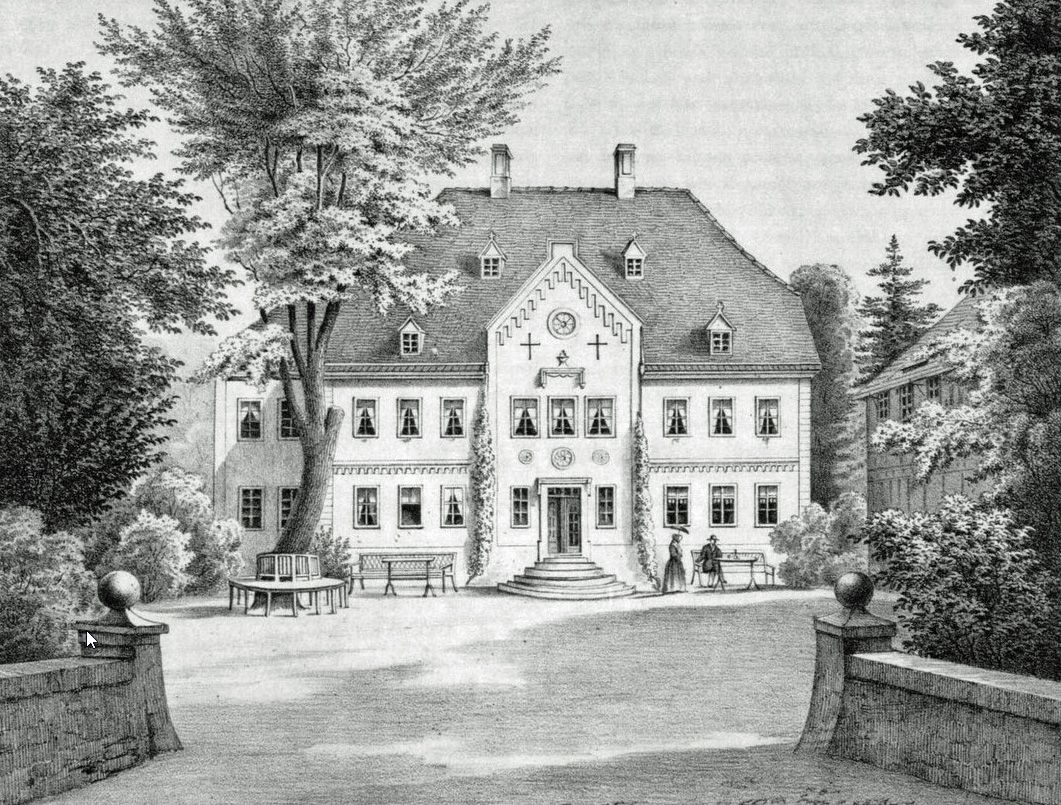
Das Gutshaus Zöpen 1850

Auch in der Folgezeit blieb das Gut Kahnsdorf Anlaufpunkt für Leipziger Kulturgrößen, unter ihnen besonders der Gewandhauskapellmeister Felix Mendelssohn Bartholdy. Dieser besuchte die Familie Ernesti mehrmals in Kahnsdorf und fand hier Ruhe und Entspannung. 1903 wurde das neue Kahnsdorfer Herrenhaus errichtet.
1826 war das Zöpener Rittergut in Besitz des Karl Leopold von Beust, eines Vorfahren Ole von Beusts, Hamburger Bürgermeister von 2001 bis 2010. Kahnsdorf, Pürsten und Zöpen lagen bis 1856 im kursächsischen bzw. königlich-sächsischen Amt Borna. Ab 1856 gehörten die Orte zum Gerichtsamt Borna und ab 1875 zur Amtshauptmannschaft Borna.

### Neuzeit
Mit der Eröffnung des Abschnitts Leipzig-Altenburg der Bahnstrecke Leipzig–Hof erhielten Kahnsdorf und Pürsten im Jahr 1842 mit einem Bahnhof auf ihrer Flur einen Anschluss an das Schienennetz. Da aber beide Orte eine Benennung nach ihrem Ort ablehnten, bekam der Halt den Namen des drei Kilometer entfernten Orts Kieritzsch. In unmittelbarer Nähe zum Bahnhof entwickelte sich in der Folgezeit die Siedlung „Am Bahnhof Kieritzsch“. Ihre Flur gehörte 1875 zu Pürsten und 1905 zu Kahnsdorf. Der bis zum 3. Oktober 1936 als „Bahnhof Kieritzsch“ geführte Bahnhof erfuhr mit der Eröffnung der Strecken nach Borna (1867, 1872 bis Chemnitz verlängert) und nach Pegau (1909) eine Bedeutung als kleiner Eisenbahnknoten.
Die Kirche in Zöpen wurde in den Jahren 1880/81 völlig renoviert, der Ort aber verlor als dominierende Parochie und Schulort an Bedeutung. Nachdem die Siedlung westlich des Bahnhofs Kieritzsch im Zuge der Industrialisierung erheblich gewachsen war, entstand um 1935 der Bedarf für eine administrative Neugliederung gegenüber der 1934 zur Gemeinde Kahnsdorf zusammengeschlossenen Orte Kahnsdorf, Pürsten und Zöpen östlich der Bahnlinie. Daraufhin bestimmte der NS-Reichsstatthalter für Sachsen, Martin Mutschmann, am 1. November 1935 die Bildung der neuen Gemeinde Neukieritzsch, deren Namen der Bahnhof im folgenden Jahr annahm. Nach dem Zweiten Weltkrieg besetzten die Amerikaner den Westteil Sachsens bis zur Elbe.
Nach der Konkretisierung der Aufteilung Deutschlands in Besatzungszonen als Ergebnis der Potsdamer Konferenz räumten die Amerikaner den besetzten Teil Sachsens, und der Raum Leipzig, und mit ihm Kahnsdorf, kam unter sowjetische Herrschaft. In der Sowjetischen Besatzungszone wurden im Zuge der Bodenreform die Ländereien der Großgrundbesitzer aufgeteilt, so auch in Kahnsdorf. Beide Rittergüter wurden aufgelöst und an 35 Neubauern verteilt. 1953 wurden zwei Landwirtschaftliche Produktionsgenossenschaften (Typ 1) gebildet.
Durch den 1946 erfolgten Aufschluss des Tagebaus Witznitz II geriet Kahnsdorf in den nächsten Jahrzehnten zu einer Insellage mitten im Braunkohlebetrieb. Die Tagesanlagen des Tagebaus befanden sich im Norden des Orts. Das Baufeld 1 arbeitete sich zwischen 1948 und 1961 von Süden um einen Drehpunkt westlich von Großzössen bis an die Westseite von Kahnsdorf vor. 1958 wurde dabei die Verbindungsstraße nach Neukieritzsch gekappt. Kahnsdorf, Zöpen und Pürsten wurden kurz zuvor auch bezüglich der Verwaltung von Neukieritzsch getrennt und bildeten ab dem 1. Januar 1957 wieder eine eigenständige Gemeinde Kahnsdorf. Mit der Anlage des Drehpunkts Kahnsdorf nordwestlich des Orts eröffnete im Jahr 1960 das Baufeld 2. Dadurch wurde Kahnsdorf bis 1974 fast vollständig umbaggert, sodass der Ort nur noch über die Straße in den südlichen Nachbarort Großzössen erreichbar blieb. Das Fortschreiten des Tagebaus erforderte in den 1960er Jahren zwischen Kahnsdorf und Neukieritzsch eine Verlegung der Pleiße nach Westen. Durch das Baufeld 2 verschwanden Kahnsdorfs Nachbarorte Trachenau, Treppendorf, Kreudnitz, Hain und Kleinzössen. Die im Jahr 1968 devastierte Flur von Hain wurde 1971 nach Kahnsdorf eingemeindet.

### Ab 1989/1990

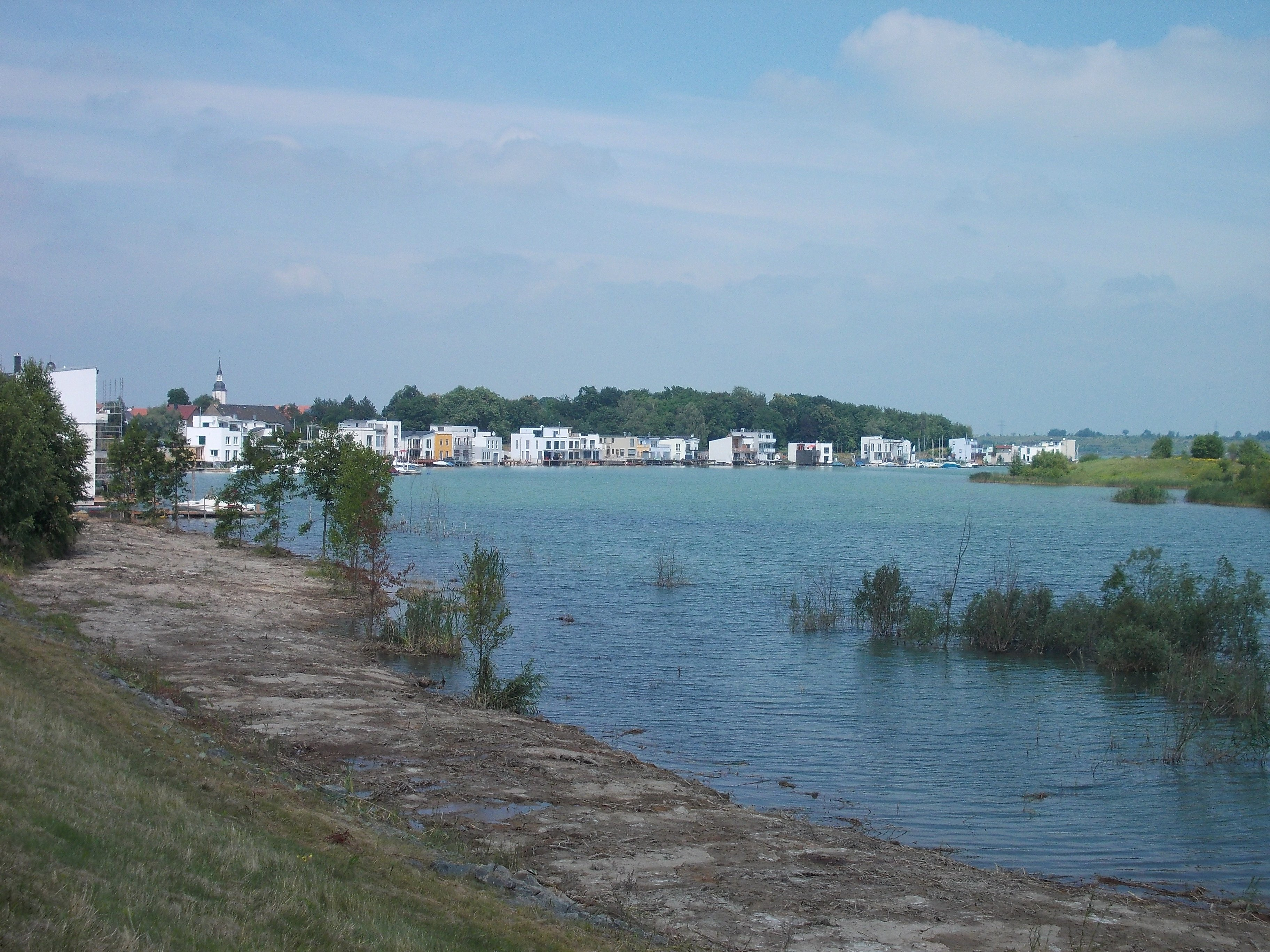
Lagune Kahnsdorf, eine Bucht des Hainer Sees

Mit der Wende 1989/1990 kamen das Ende des Tagebaus und eine Verbesserung der Infrastruktur. Vor allem die Trinkwasseranbindung des Ortes wurde endlich restauriert. 1993 schloss der Tagebau. Das Tagebaurestloch wurde bis 2010 auf eine Höhe von 126 m ü. NN geflutet. Der entstandene Hainer See (der devastierte ehemalige Ortsteil Hain stand zum Namen Pate) entwickelte sich zu einem Naherholungsgebiet. Es gab Konzepte zur touristischen Nutzung der Seen. Diese reichten von einem Unterwasserhotel über eine Promenade mit Hafen und neuer „Fischerdorf-Siedlung“ bis zu einer Ferienanlage mit Thermalbad. Am Ende kam es zur Errichtung vieler Einfamilienhäuser an der Lagune Kahnsdorf, einer Bucht des Hainer Sees. Der nach dem Ort benannte Kahnsdorfer See ist dem Naturschutz vorbehalten.
Am 1. Januar 1994 wurden Kahnsdorf mit Großzössen und Lobstädt zu der Einheitsgemeinde Lobstädt zusammengeführt. Mit der Eingliederung der Gemeinde Lobstädt wurde Kahnsdorf am 1. April 2008 zum zweiten Mal nach 1935 Ortsteil der Gemeinde Neukieritzsch.
In den 1990er Jahren wurde die Kahnsdorfer Infrastruktur weitestgehend verbessert und saniert. Im Jahr 2001 feierte der Ort sein 651-jähriges Bestehen; während dieser Zeremonie wurde die Fahne der Freiwilligen Feuerwehr Kahnsdorf geweiht.

## Politik
Das Gemeinschaftswappen
Die Gemeinde Kahnsdorf besteht aus den drei ehemaligen Dörfern Zöpen, Kahnsdorf und Pürsten. Durch die mehrfache Umbenennung und Eingemeindung des Ortes verschwanden die Namen Zöpen und Pürsten fast gänzlich. Das dreigliedrige Wappen des Ortes soll diese alten Dorfnamen symbolisch weiterleben lassen.
Zöpen wird durch die alte Wehrkirche von 1550 im unteren Teil des Wappens repräsentiert. Das im oberen rechten Teil dargestellte Papierblatt, welches durch einen silbernen Federkiel überdeckt wird, symbolisiert den Ortsteil Kahnsdorf, von dessen Rittergut viele dichterische und kulturelle Impulse ausgingen. Für Pürsten steht im oberen linken Teil der Abt-Krummstab. Dieser versinnbildlicht die engen Verbindungen mit dem Kloster Pegau.

## Wirtschaft und Infrastruktur
Nach dem Strukturwandel und dem damit verbundenen Wegfall der Braunkohleindustrie, verfügt der Ort über keinerlei Industrieansiedlungen. Das Wirtschaftsleben prägen Handwerks- und Dienstleistungsbetriebe.
In den neunziger Jahren wurden vor allem die Straßen im Dorf saniert. Auch die Trinkwasserver- und Abwasserentsorgung wurde durchgehend renoviert. Durch seine Insellage verfügte Kahnsdorf nur über eine Straße die aus dem Ort führte. Seit dem Jahr 2001 führt eine Kreisstraße über die westlichen Kippenflächen nach Rötha. Über eine Wiederanbindung an Neukieritzsch wird nachgedacht, allein die Bereitstellung finanzieller Mittel verzögert das Projekt.
Durch den Ausbau des ehemaligen Tagebaus Witznitz II. zu einem Naherholungsgebiet, befindet sich Kahnsdorf in einem bisher gut ausgebauten Radwegenetz. Der Ausbau der Wasserwege für die touristische Nutzung und die damit verbundene Vernetzung der Seen des Südraumes lassen weitere Möglichkeiten für das Dorf entstehen.

## Sehenswürdigkeiten

### Laurentiuskirche zu Zöpen

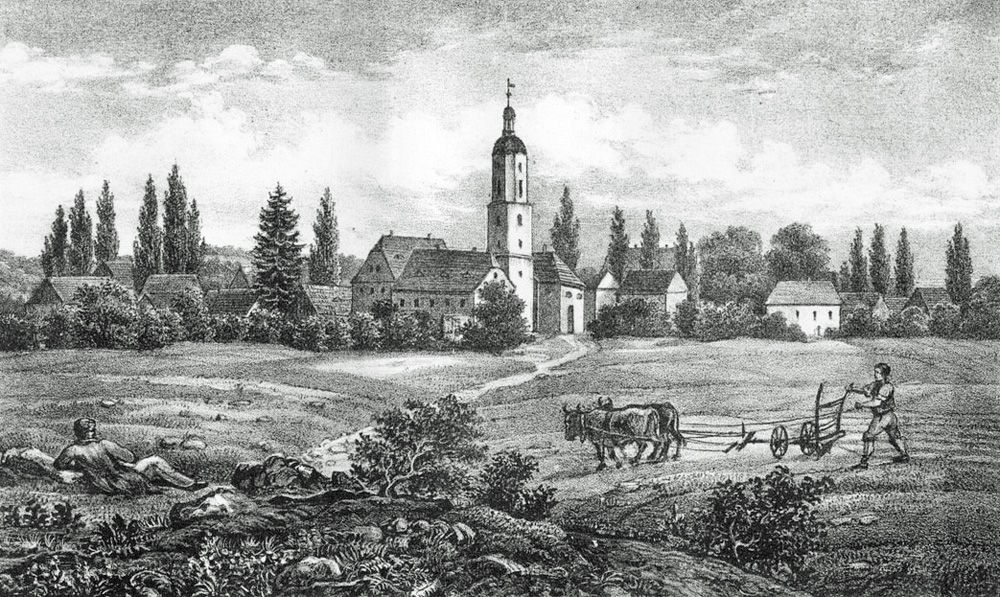
Die Laurentius-Kirche Zöpen um 1840

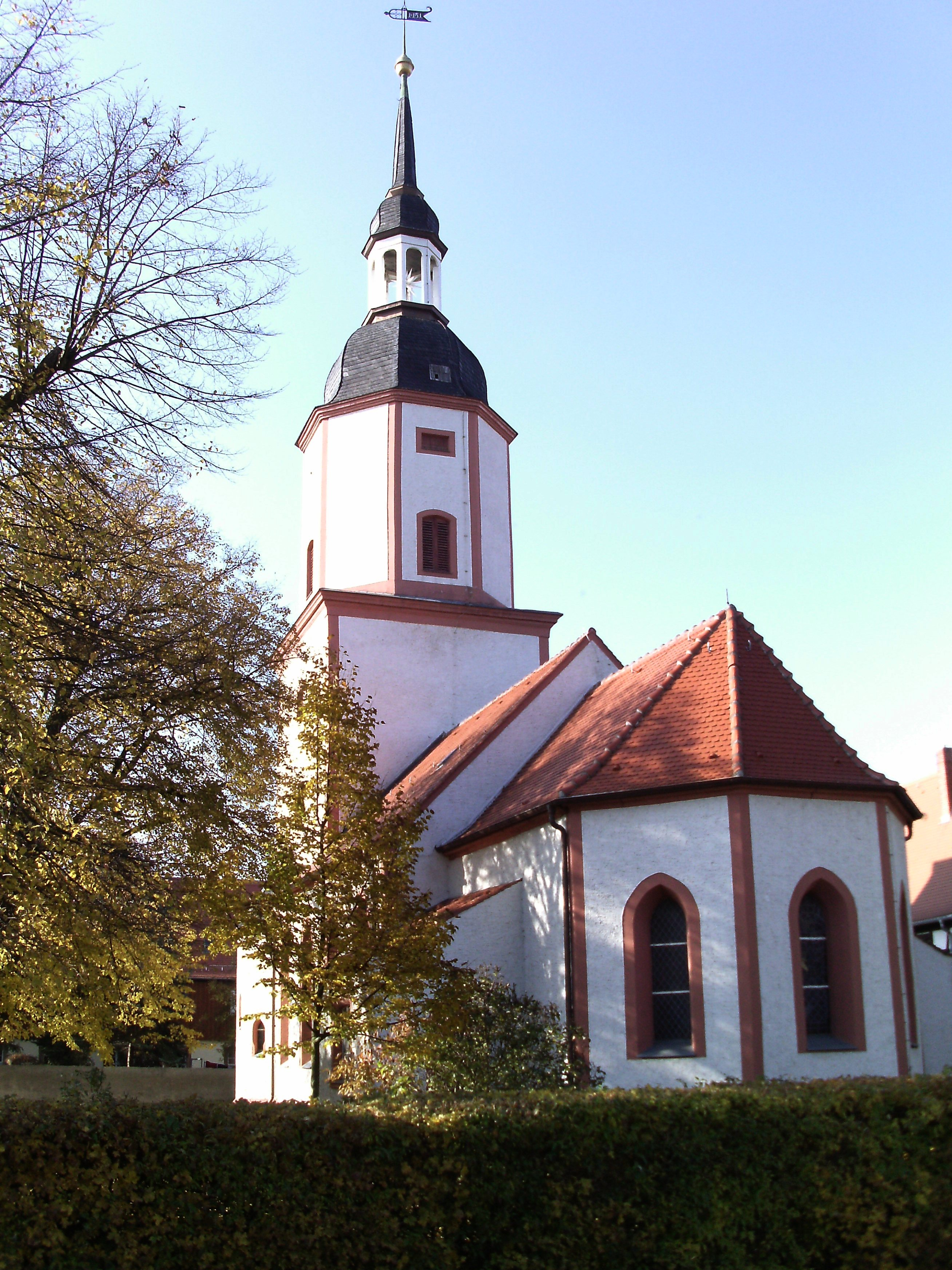
Laurentiuskirche Zöpen 2011

Die erste Kapelle in Zöpen wurde scheinbar um 1004 bis 1009 errichtet. Zu dieser Zeit wurden alle heidnischen Götterhaine durch Bischof Wigbert von Merseburg zerstört und durch Kirchenbauten ersetzt. 1473 wird sie vom Papst Sixtus IV. als dem heiligen Laurentius geweiht genannt. Kanzel und Altar stammen aus dem Jahr 1693, in diesem Jahr wurde auch die Kirche umgestaltet. Das Kirchenschiff wurde über die Jahrhunderte mehrfach umgebaut und renoviert. Der Turm wurde 1744 umgebildet, 1787 renoviert und auf 53,69 Meter vermessen. Eine große Renovierung stand nochmals in den Jahren 1880/1881 an, wobei Altarraum und Turm stehen blieben und der gesamte Mittelteil niedergerissen und neu gebaut wurde. Ebenfalls wurden damals mehrere Gräber der Gutsherren-Familie von Minckwitz gefunden.
Von 1968 bis 1970 wurde das Gebäude renoviert. Im Kirchenvorraum wurde das aus der weggebaggerten Kirche Hain gerettete Altarkruzifix aufgestellt. Bei der letzten großen Renovierung 1990 bis 1994 wurde die Turmuhr erneuert, die Kirche erhielt außen wie innen einen neuen Anstrich.
Links neben der Eingangstür befindet sich die sandsteinerne Grabsteinplatte des Edlen Otto von Breitenbach aus dem Großzössener Rittergut. Ebenfalls auf dieser Seite befindet sich ein alter Opferstock (Anfang des 18. Jahrhunderts), mit Eisen beschlagen und auf einem Steinsockel festgesetzt. Auf der anderen Seite befindet sich das schon erwähnte Altarkruzifix der Hainer Kirche.

### Schloss mit Rittergut

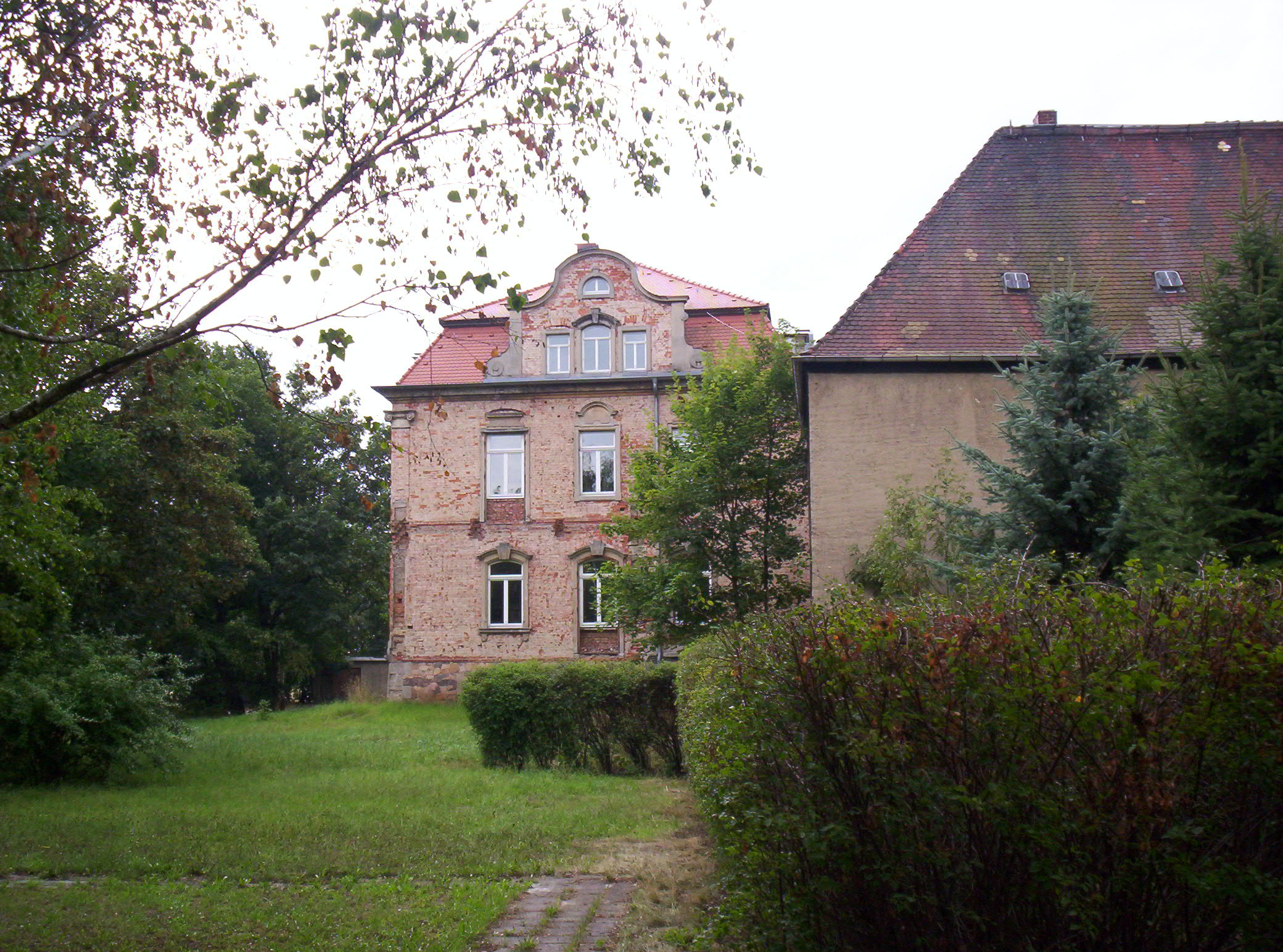
Schloss im Gutspark, altes und Giebel des neuen Herrenhauses

Das Kahnsdorfer Herrenhaus liegt auf den Resten einer mittelalterlichen Wasserburg. Diese wurde anscheinend von den fränkischen Siedlern auf einer Wehranlage (Suburbien) der slawischen Einwohner errichtet.
Diese Wasserburg wurde vom Öltzschgraben und einem angelegten Wassergraben umzogen. Die Wassergräben wurden durch Wälle und Palisaden befestigt. Ein Wohnturm, wohl aus Holz oder Stein, stand auf dem als „Bühl“ bezeichneten Kernwerk. Spätere Gutsherren erweiterten diese Wasserburg mehrmals mit steinernen Wohnhäusern, so dass das Rittergut Kahnsdorf entstand. Die Besitzerfamilie Forker-Schubauer baute 1902 das neue Herrenhaus und gestaltete die umliegenden Anlagen neu. Der Wassergraben wurde zum Teil verfüllt, das neue Herrenhaus erhielt die Form eines wasserumflossenen Schlosses. Insgesamt ergaben die Umbauten ein Herrenhaus mit Teich, welches harmonisch in die Parkanlagen überging.
Zu Zeiten der DDR war das alte Herrenhaus der Sitz des Rates der Gemeinde. Im neuen Herrenhaus waren Wohnungen und die Kinderkrippe des Ortes untergebracht. Der eingebaute Festsaal des neuen Herrenhauses wird heute noch für Versammlungen und Feiern genutzt. Neben einem Restaurant befinden sich hier Ferienwohnungen und der Sitz der Blauwasser Seemanagement GmbH, Eigentümerin des Herrenhauses, des anliegenden Seen und der Seegrundstücke. 
Im alten Herrenhaus befindet sich die Heimatstube des Ortes Kahnsdorf. Hier wird die Geschichte des Ortes museal dargestellt.

### Kriegerdenkmal auf dem Kirchhof
Kriegerdenkmal für die Gefallenen und Verwundeten des Deutsch-Französischen Krieges 1870/71. Auf den pyramidenförmig geschichteten Steinen wurde ein quaderförmiger Stein aufgesetzt. Das Denkmal wurde von einem eisernen Zaun umgeben und vier Linden gepflanzt. Die Tafel mit der Inschrift „Viele zogen aus, zwei kehrten nicht zurück“ ist heute nicht mehr erhalten.

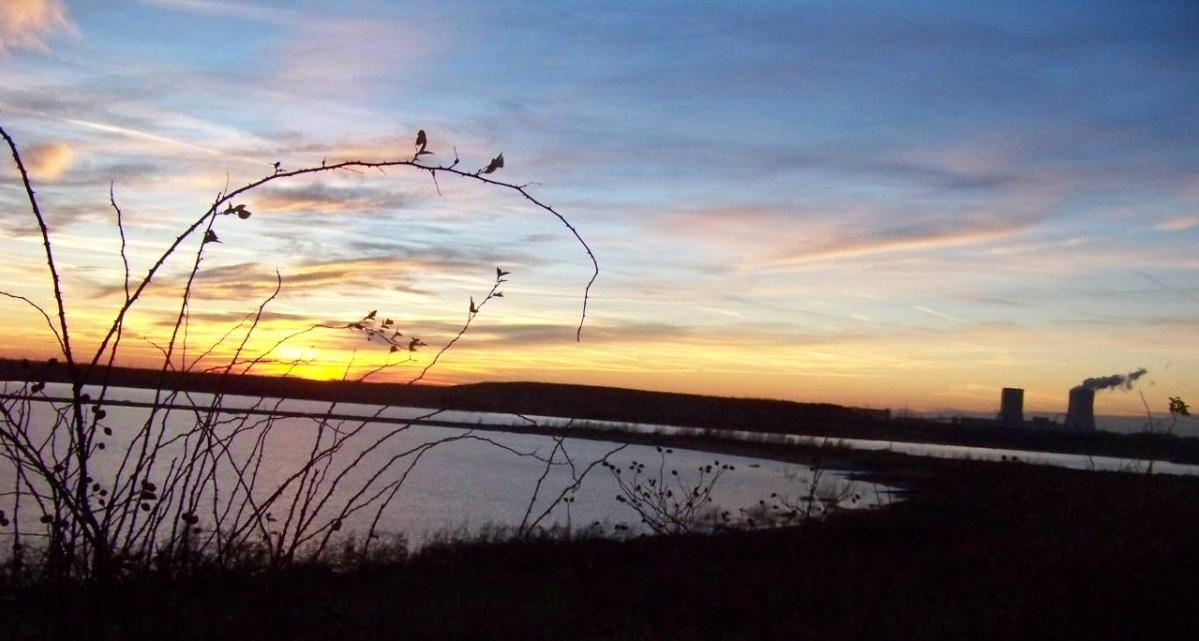
Blick über den Hainer und Kahnsdorfer See auf das Kraftwerk Lippendorf

### Pestsäule auf dem Friedhof
1680 wurde die Ortschaft Zöpen von der Pest heimgesucht; die nah angrenzenden Dörfer Kahnsdorf, Pürsten, Trachenau und Treppendorf blieben verschont. Dies veranlasste die Bewohner zur Erinnerung eine Pestsäule (Peststele), die heute stark verwittert ist, auf dem Kahnsdorfer Friedhof aufzustellen.

### Erinnerungsstein für Kreudnitz und Hain am Hainer See
Gedenkstein zwischen den ehemaligen Dörfern Hain und Kreudnitz am Ufer des Hainer Sees. Dieser wurde von den Organisatoren des Hain-Kreudnitz Treffen im Jahr 2005 aufgestellt.

### Gewässer
siehe: Kahnsdorfer See und Hainer See

## Vereinsleben
Mit dem Wegfall vieler Ortschaften ringsum Kahnsdorf und der starken Abwanderung der Einwohner aus dem Dorf kam das mannigfaltige Vereinsleben der Dorfgemeinschaft (Sängerverein, Turnverein, Sport-, Fußballverein etc.) zum Erliegen.